# Laboratorio de Hemoderivados (UNC)
El Laboratorio de Hemoderivados de la Universidad Nacional de Córdoba es un laboratorio farmacéutico público fundado en 1964 en Córdoba, Argentina, bajo la idea inicial de un grupo de profesionales de la cátedra de Farmacología de tal universidad.

## Historia
En 1964 se creó la Planta Fraccionadora de Proteínas Plasmáticas en la Universidad Nacional de Córdoba y se puso en marcha la producción pública de medicamentos esenciales y complejos.
La construcción del hoy Laboratorio de Hemoderivados fue posible gracias a la donación de los fondos reservados de la presidencia de Arturo Umberto Illia, a través del decreto presidencial 3681, que destinó 60 millones de pesos de aquella época al montaje de la planta. Desde sus inicios el Laboratorio fue proveedor de hemoderivados para el Gobierno de Argentina. En 1974, se inicia la elaboración de albúmina sérica humana y en 1977 de gammaglobulina intramuscular.
Durante el Conflicto bélico de Malvinas, en 1982, el Laboratorio abasteció de medicamentos esenciales (albúmina sérica humana) a las Fuerzas Armadas. Se avanzó en la obtención de medicamentos en la era de las gammaglobulinas hiperinmunes.Se suman dos nuevos medicamentos estratégicos para la salud pública regional: la inmunoglobulina G endovenosa liofilizada pasteurizada (1997) y la Gamma Anti-Rho UNC (1999).

### Pandemia de COVID-19
Durante la pandemia de COVID-19 en Argentina el laboratorio proveyó materiales para la producción de medicamentos, para Argentina y otros países de América del sur. Se trabajó en la elaboración de una gammaglobulina enriquecida con anticuerpos anti SARS-CoV-2. Este medicamento utiliza como materia prima el plasma de pacientes recuperados y se destina al tratamiento de pacientes afectados por COVID-19. En 2021 iniciaron las pruebas clínicas de la gammaglobulina enriquecida con anticuerpos anti SARS-CoV-2. Con el registro provincial y con la autorización del Ministerio de Salud de Córdoba se realiza un estudio clínico de fase IV en el Hospital Nacional de Clínicas de la UNC y en el Hospital Rawson.

## Investigación
Es (en 2024) el único productor de derivados plasmáticos de Argentina y posee la planta fraccionadora de plasma más grande de América Latina. En 2002 se amplió  la producción para incorporar la línea de Fármacos Inyectables de Bajo Volumen, y en 2003  inician el procesamiento de tejidos humanos de uso odontológico y traumatológico. La mayoría de los productos abastecen la salud pública a menor costo que las importaciones de medicamentos. El laboratorio de hemoderivados no tiene fines de lucro.
El Laboratorio de Hemoderivados de la UNC trabaja en la investigación y desarrollo de nuevos medicamentos y productos médicos. Entre las investigaciones actuales del laboratorio se encuentran factores de coagulación realizado a través de proteínas recombinantes, productos médicos específicos para el trasplante de órganos y productos en desarrollo para inmunodeficiencias.
El Laboratorio de Hemoderivados lleva adelante iniciativas para optimizar la captación y recolección de plasma, indispensable para la producción de medicamentos para prevenir y tratar enfermedades crónicas y complejas.
El Programa de Intercambio Plasma – Hemoderivados permite a los bancos de sangre y servicios de hemoterapia asociados aprovechar los excedentes de plasma humano que no son utilizados. Actualmente (año 2024), más de 250 bancos de sangre y servicios de hemoterapia de Argentina, Chile, Uruguay y Paraguay participan de este programa, bajo un modelo sustentado en el trueque.

## Reconocimientos
El Laboratorio de Hemoderivados de la Universidad Nacional De Córdoba fue galardonado con el Premio al Servicio Público de Excelencia que otorga la Organización de las Naciones Unidas. Es la única institución de Argentina en haber sido reconocida con tal premio.
La entrega del premio fue en el marco del Foro de Servicio Público de las Naciones Unidas que se desarrolló en Bakú (República de Azerbaiyán) en 2019 y contó con la presencia del entonces director ejecutivo del Laboratorio, Pascual Fidelio, y Carolina Mahieu, jefa de sustentabilidad y responsabilidad social.